# Psychotria oreodoxa
Psychotria oreodoxa är en måreväxtart som beskrevs av Louis Otho Otto Williams. Psychotria oreodoxa ingår i släktet Psychotria och familjen måreväxter. Inga underarter finns listade i Catalogue of Life.